# Enrico Pollastrini
Enrico Pollastrini (Livorno, 15 giugno 1817 – Firenze, 19 gennaio 1876) è stato un pittore italiano.

## Biografia
Nato a Livorno da Giovanni e Angiola Fantappiè, inizia la formazione nella bottega del pittore Vincenzo De Bonis e nel 1829 si iscrive giovanissimo all'Accademia di belle arti di Firenze sotto la guida di Pietro Benvenuti e Giuseppe Bezzuoli maestro, tra gli altri, di Giovanni Fattori e Silvestro Lega.
Tra il 1835 e il 1841 illustra in 32 pannelli tra I promessi sposi su commissione del collezionista François Jacques de Larderel, mentre nel 1837 presenta Agar e Ismaele nel deserto all'Accademia di Firenze.
Nel 1839 conosce il concittadino Francesco Domenico Guerrazzi che lo raccomanda a Niccolò Puccini, deciso a utilizzare i più capaci artisti toscani nel suo ideale di educazione popolare tramite l'ausilio dell'arte, per la commissione del soggetto storico Morte di Alessandro de’ Medici.
Nel 1841 presenta all'Accademia di Firenze Colombo al convento della Rabìda e nel 1843 L'ultima ora di Francesco Ferruccio.
Nel 1845 il granduca Leopoldo II gli commissiona il melodrammatico dipinto Una famiglia salvata dall'inondazione del Serchio, con il quale nello stesso anno partecipa all'esposizione di Belle Arti della Società promotrice fiorentina.
Partecipa all'Esposizione della neonata Società Promotrice di Firenze del 1846 con la Morte di Philibert de Chalon duca d’Orange e l'anno successivo con Il bertuccione del Rosso pittore fiorentino.
Nel 1851 si candida per il posto di direttore dell’Istituto di Belle Arti di Siena, rimasto vacante per la morte di Francesco Nenci ma gli viene preferito Luigi Mussini su raccomandazione dell'influente Giovanni Dupré.
Nel 1853 viene nominato professore di disegno dell'Accademia di belle arti di Firenze e dal 1855 frequenta a Pistoia il salotto culturale dell'ingegnere Francesco Bartolini, dove si riuscono altri artisti come i Macchiaioli Telemaco Signorini, Giovanni Fattori, Serafino De Tivoli, oltre a Domenico Morelli, Lorenzo Gelati e i letterati Giosuè Carducci, Renato Fucini, Atto Vannucci.
Nel 1858 è con Antonio Puccinelli e Antonio Ciseri promotore della rivista Ricordi fotografici degli artisti contemporanei in Toscana, contenente note, immagini e commenti dei lavori più meritevoli degli artisti toscani.
Dal 1859 è eletto socio dell'Accademia ligustica di belle arti, nel 1860 diviene membro della commissione consultiva di Belle Arti per le province di Arezzo e Firenze, sezione pittura, insieme a Stefano Ussi e Antonio Ciseri.
Nel 1861 riscuote grande successo di pubblico all’Esposizione italiana di Firenze con Gli esuli di Siena, opera avviata nel 1842, ultimata nel 1856: il quadro illustra la scena drammatica dell'emigrazione dei senesi nel 1555 dopo l'occupazione della città da parte di Carlo V, che la consegna a Cosimo I de' Medici, Duca di Toscana. 
Il dipinto viene definito 
(Atto Vannucci)
L'opera viene in seguito collocata nel Municipio di Livorno ed è stata perduta nel corso della Seconda guerra mondiale.
Nello stesso anno completa la Battaglia di Legnano.
Nel 1867 partecipa all’esposizione di Parigi con San Lorenzo che dona ai poveri i tesori della Chiesa, opera in precedenza collocata presso la chiesa della Madonna del Soccorso in Livorno e alla Promotrice di Firenze con Il bertuccione del Pittore fiorentino Del Rosso.
Dal 1867 al 1875 assume l'incarico di Direttore dell'Accademia di belle arti di Firenze, succedendo al concittadino Tommaso Gazzarrini, annoverando tra gli allievi Francesco Vinea, Egisto Ferroni, Francesco Gioli, Giuseppe Bellucci, Tito Lessi, Luigi Bechi, Odoardo Borrani, Cesare Bartolena, Niccolò Cannicci, Vittorio Matteo Corcos, Stefano Ussi.
([Necrologio in L'Illustrazione italiana, Anno III N. 14, 30 gennaio 1876)
In questo periodo di attività artistica, oltre ai consueti temi storici medievali e rinascimentali, Pollastrini riproduce anche scene di genere di discreto successo (Il gioco della buchetta del 1873) e partecipa al Salon de Paris.
Dopo una lunga malattia, muore a Firenze nel 1876.
([Necrologio in L'Illustrazione italiana, Anno III N. 14, 30 gennaio 1876)
Viene sepolto nel Famedio del Santuario di Montenero a fianco di altri concittadini illustri come Francesco Domenico Guerrazzi e Giovanni Fattori. La sua effigie marmorea è opera dello scultore livornese Giovanni Paganucci.

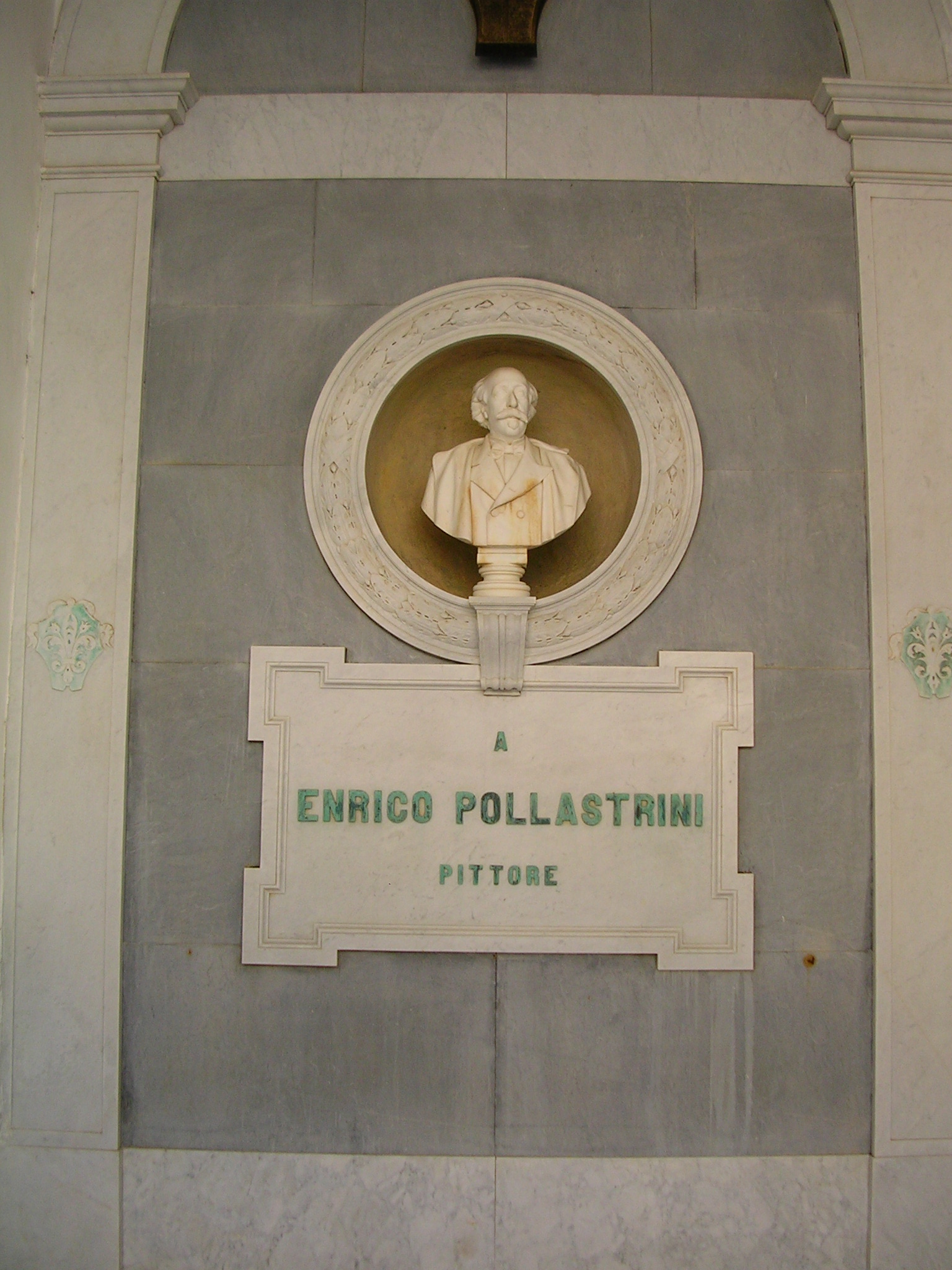
La tomba di Pollastrini

Nel 1976 viene organizzata la personale Enrico Pollastrini: mostra dei disegni restaurati presso il Museo Civico Villa Fabbricotti di Livorno.
Nella Biblioteca Labronica è raccolto un fondo costituito da 21 fascicoli contenenti 460 lettere e alcuni bozzetti di dipinti, oltre a temi inerenti alla vita pubblica e privata dell'artista.
Il Museo Civico Giovanni Fattori di Livorno gli ha dedicato un'intera sala, dove erano originariamente esposti i dipinti Allegra brigata, San Lorenzo, Madonna, Buosa di Duero, Richelieu e Maria Cristina, Varchi che legge le sue storie a Cosimo I, Gioco della buchetta, Savonarola al letto di Lorenzo il Magnifico.

## Stile
(Guglielmo Enrico Saltini)
Pollastrini cresce alla scuola di Giuseppe Bezzuoli, riferimento di una pittura accademica e romantica che si esprime in soggetti storici medievali e contraddistinta da pulizia tecnica, colori smaltati, lunga e precisa preparazione dell'opera (evidente la sua influenza, ad esempio, in Una famiglia salvata dall'inondazione del Serchio di Pollastrini, 1845).
Pollastrini ha il merito di distinguersi con uno stile personale in un periodo caratterizzato dal declino della storica Accademia di Firenze, rappresentata dal maestro Bezzuoli, la nascita della Società Promotrice di Firenze e la spinta innovativa del realismo macchiaiolo, derivando dal Bezzuoli la rappresentazione dei soggetti storici e mitologici medievali, molto gradita alla sua committenza borghese e unendola a tratti rinascimentali e del purismo francese (su tutti Ingres) di artisti come Luigi Mussini e Antonio Ciseri ad esempio in Nello alla tomba della Pia, esposta nel 1851.
Evidente l'influenza esercitata su Giovanni Fattori in Elisabetta regina d'Inghilterra consegna al cardinale arcivescovo il giovinetto duca di York del 1855, andata perduta e in Maria Stuarda al campo di Crookstone del 1858.
Nel 1861 riscuote grande successo di pubblico con Gli esuli di Siena, opera maestosa e di alto contenuto politico e sociale dipinta il 1842 e il 1856, in un momento storico nel quale l'Italia è oppressa dall'invasore straniero.
Negli anni Settanta, Pollastrini evolve il suo stile avvicinandolo a un realismo fondato su motivi leggeri e allegri, come in Gioco della buchetta.

## Opere principali
- Autoritratto (1833), olio su tela, Museo civico Giovanni Fattori di Livorno[23];
- Agar e Ismaele nel deserto (1837), olio su tela, collezione privata;
- Resurrezione del figlio della vedova di Naim (1838-1839), olio su tela, Santa Maria del Soccorso di Livorno[4];
- La morte del Duca Alessandro de’ Medici (1839), olio su tela, Museo civico di Pistoia;
- Ritratto di Gaetano Palazzi (1840-1850), olio su tela, collezione privata;
- Colombo al convento della Rabìda (1841), olio su tela, collezione privata[4];
- L'ultima ora di Francesco Ferruccio a Gavinana (1842), olio su tela, collezione privata;
- Una famiglia salvata dall'inondazione del Serchio (1845), olio su tela, Galleria d'arte moderna di Firenze, Palazzo Pitti[24];
- Deposizione di Cristo dalla croce (1840-1860), (disegno per studio), Museo statale d'arte medievale e moderna di Arezzo[25];
- Ritratto di Elisabetta Tornabuoni (1846), olio su tela, Museo dello Spedale degli Innocenti di Firenze[26];
- Nello alla tomba di Pia dei Tolomei (1851), olio su tela, Galleria d'arte moderna di Firenze, Palazzo Pitti[27];
- Banda di venturieri assalita da montanari (1853), olio su tela, disperso;
- Morte di Giovanni Boccaccio (non datata), olio su carta applicata a tela;
- Madonna (1855), olio su tela, Museo statale d'arte medievale e moderna di Arezzo[28];
- I novellatori del Decameron o Allegra brigata (1855 circa), olio su tela, Museo civico Giovanni Fattori di Livorno[29];
- Gli esuli di Siena, (1856), olio su tela, disperso;
- Immacolata Concezione (1857), olio su tela, Chiesa dei Santi Pietro e Paolo di Livorno[30];
- San Sebastiano (1858), olio su tela, collezione privata;
- La battaglia di Legnano (1860-1861), olio su tela, Galleria d'Arte Moderna di Genova,[31];
- Ritratto di fanciulla (1860-1869), olio su tela, Fondazione Livorno,[32];
- San Lorenzo che dona ai poveri i tesori della Chiesa (1862), olio su tela, chiesa della Madonna del Soccorso in Livorno[33];
- Immacolata Concezione (1862), olio su tela, chiesa della Madonna del Soccorso in Livorno[33];
- Le anime del Purgatorio (1865) olio su tela, Chiesa di Santa Chiara a Marciana Marina;
- Ritratto di Vittorio Emanuele II a cavallo (1866-1868), olio su tela, Palazzo de Larderel di Livorno;
- Sacra Famiglia (1868) olio su tela, Santuario della Madonna della Stella di Montefalco[34];
- Trionfo di Cupido con corteo di putti (1870), olio su tela, collezione privata;
- Un giusto desiderio (1872), olio su tela, Museo Stibbert, Firenze;
- Il gioco della buchetta (1873), bozzetto, olio su tela, Museo civico Giovanni Fattori di Livorno[35];
- Savonarola al letto di Lorenzo il Magnifico (1873), olio su tela, Museo civico Giovanni Fattori di Livorno[36];
- Baccanale o Trionfo di putti (1873), olio su tela, Museo civico Giovanni Fattori di Livorno[37];
- L’entrata del re di Danimarca in Firenze (bozzetto) (1873), Museo civico Giovanni Fattori di Livorno;
- Buoso da Duera (bozzetto) (1873), Museo civico Giovanni Fattori di Livorno;
- Varchi che legge le sue storie a Cosimo I (bozzetto) (1873), Museo civico Giovanni Fattori di Livorno;
- Torricelli che fa gli esperimenti del barometro (bozzetto) (1873), Museo civico Giovanni Fattori di Livorno;
- Transito di San Giuseppe (non datata) olio su tela, Chiesa di San Giuseppe di Livorno[38].